# Friedrich Albrecht (Anhalt-Bernburg)

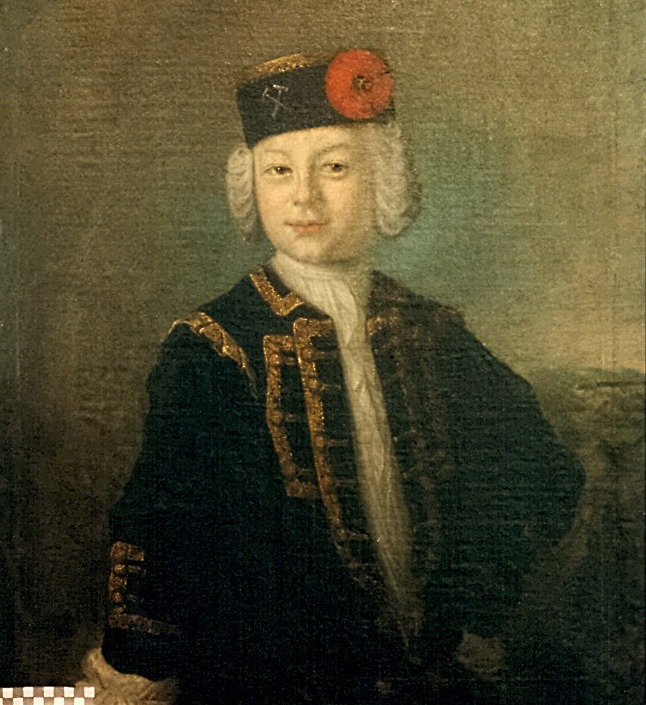
Fürst Friedrich Albrecht von Anhalt-Bernburg

Friedrich Albrecht von Anhalt-Bernburg (* 15. August 1735 in Bernburg; † 9. April 1796 in Ballenstedt) aus dem Hause der Askanier war regierender Fürst von Anhalt-Bernburg.

## Leben
Friedrich Albrecht war der älteste Sohn des Fürsten Viktor II. Friedrich von Anhalt-Bernburg (1700–1765) aus dessen zweiter Ehe mit Albertine (1712–1750), Tochter des Markgrafen Albrecht Friedrich von Brandenburg-Schwedt.
Nach dessen Tod trat er die Regierungsnachfolge an und verlegte die Residenz von Bernburg nach Ballenstedt. Dort ließ er 1788 ein kleines klassizistisches Hoftheater errichten. Er galt als ein „milderer“ Landesvater als Victor Friedrich und verfügte, dass auch Frauen rechtsgültige Handlungen vollziehen konnten. In Bernburg gestattete er die Einrichtung eines Pfand- und Leihhauses. Auf ihn geht die Gründung des Ortes Friedrichshöhe zurück. Seit 1763 war er mit der Herzogin Louise Albertine von Holstein-Plön vermählt. Am 22. Dezember 1785 unterzeichnete er den Beitritt zum Fürstenbund. Nach dem Tod des Fürsten Friedrich August von Zerbst 1793 regelte er die Zerbster Teilung im Sinne der verbleibenden Anhalter Fürstentümer und Katharina II. von Russland. Friedrich Albrecht gilt als Begründer der Anhaltischen Mineraliensammlung. Ob er durch einen Jagdunfall ums Leben kam oder Suizid beging, konnte nie völlig geklärt werden.

## Nachkommen

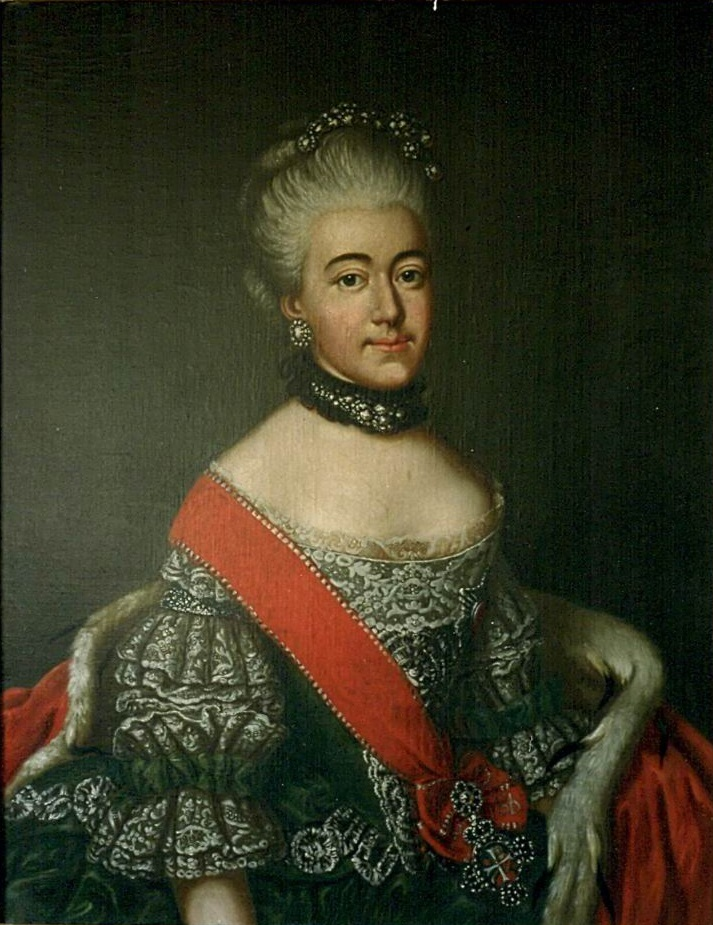
Luise von Schleswig-Holstein-Sonderburg-Plön

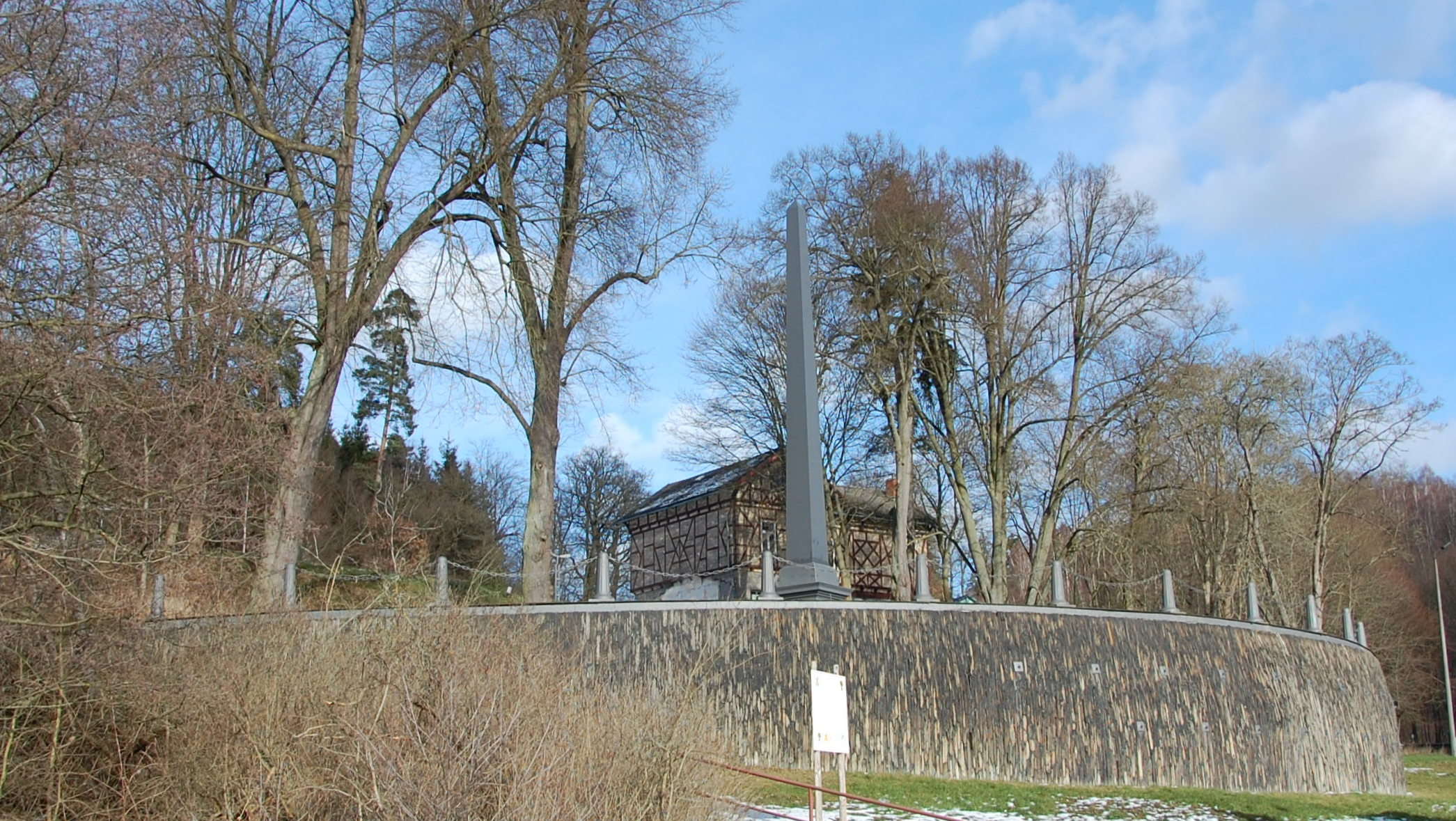
Fürst-Friedrich-Albrecht-Denkmal in Mägdesprung

Friedrich Albrecht heiratete am 4. Juni 1763 in Bernburg Luise (1748–1769), Tochter des Herzogs Friedrich Karl zu Holstein-Sonderburg-Plön, mit der er folgende Kinder hatte:
- Alexius (1767–1834), Fürst von Anhalt-Bernburg

⚭ 1. 1794 (gesch. 1817) Prinzessin Friederike von Hessen-Kassel (1768–1839)
⚭ 2. 1818 Dorothea von Sonnenberg (1781–1818), von Hoym 1818
⚭ 3. 1819 Ernestine von Sonnenberg (1789–1845), von Hoym 1819
- Pauline Christine (1769–1820)

⚭ 1796 Fürst Leopold I. zur Lippe-Detmold (1767–1802)

## Ehrungen
Im Jahr 1812 ließ sein Sohn Alexius in Mägdesprung für Friedrich Albrecht das Fürst-Friedrich-Albrecht-Denkmal errichten.